# Phyllodinus punctatus
Phyllodinus punctatus är en insektsart som beskrevs av Frederick Arthur Godfrey Muir 1917. Phyllodinus punctatus ingår i släktet Phyllodinus och familjen sporrstritar. Inga underarter finns listade i Catalogue of Life.